# Ден Сміт
Деніел Кампбелл Сміт (англ. Daniel Campbell Smith, нар. 14 липня 1986) — співак, композитор, продюсер. Найзнаніший як соліст гурту Bastille. Гурт сформований 2010 року, але найбільшу популярність він здобув у 2013 році з піснею «Pompeii».

## Життєпис
Сміт навчався у школі Королівського коледжу та університеті в Лідсі, Західний Йоркшир, де він вивчав англійську мову та літературу, а також писав про кіно та музику для студентської газети Лідса. З дитинства був одержимий кіно, спочатку він хотів бути режисером або редактором, але потім зізнався, що був «більш фанатом, ніж режисером». У п'ятнадцять років Сміт почав писати пісні на фортепіано та на своєму ноутбуці у своїй кімнаті, але тримав свою музику в таємниці від друзів і сім'ї, поки друг не переконав його взяти участь у конкурсі Leeds Bright Young у 2007 році, у якому він зрештою став фіналістом.
Сміт не досяг великого успіху у сольній кар'єрі зі своїми записами «Alchemy», «Words Are Words», «Irreverence» і «Dictator», але продовжував писати пісні як сам, так і зі своїм близьким другом і сусідом по кімнаті Ральфом Пеллімаунтером з гурту To Kill a King. Вони створили сайд-проєкт під назвою «Annie Oakley Hanging», який Пеллімаунтер описав як «ковбойський».

## Карʼєра

### Bastille

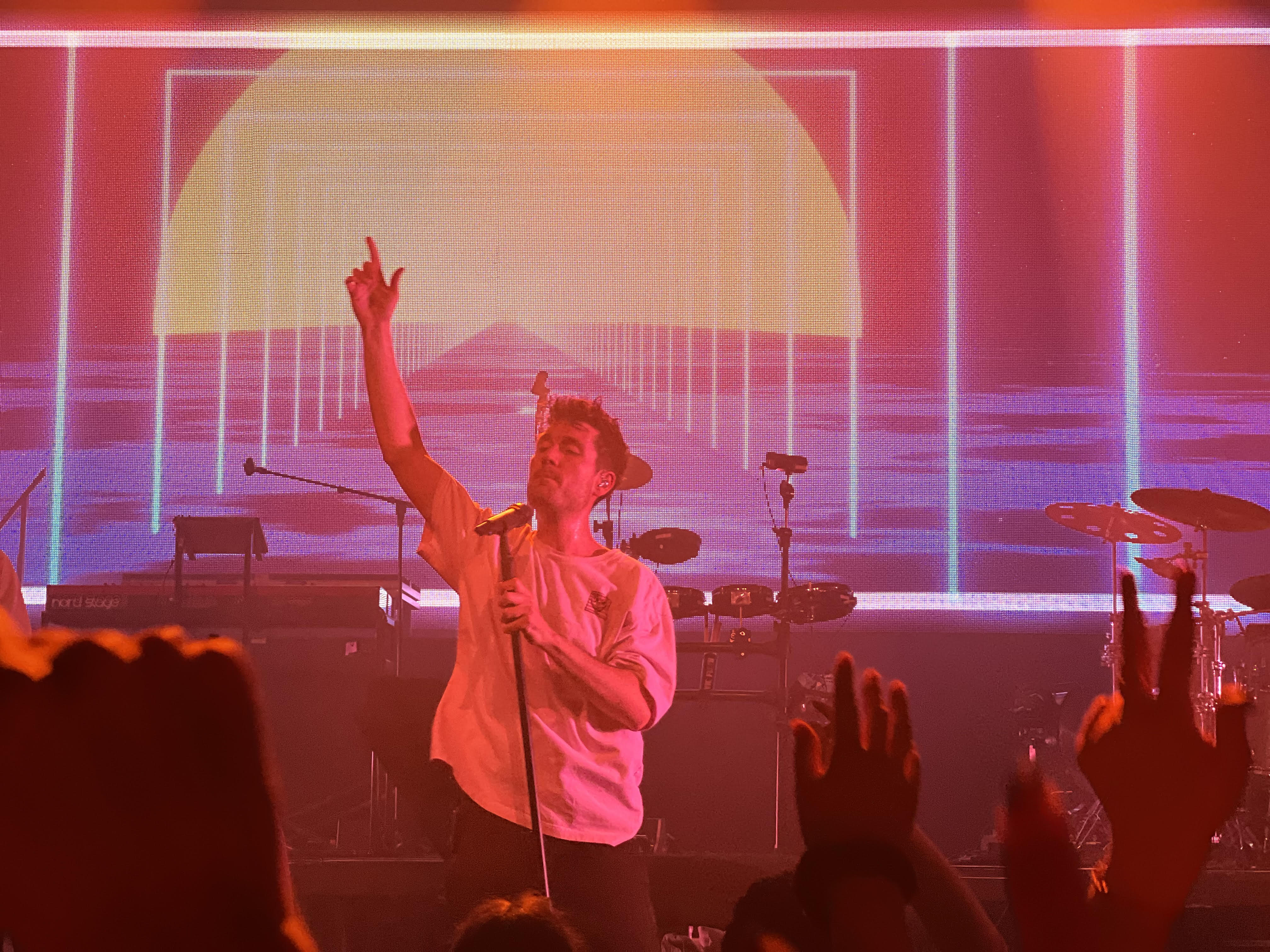
Сміт у 2022 році

Після закінчення навчання Сміт повернувся до Лондона, де продовжив свою сольну кар'єру, і врешті-решт створив гурт Bastille з Крісом «Вуді» Вудом, Кайлом Сіммонсом і Віллом Фаркварсоном. Гурт випустив чотири альбоми під назвою Bad Blood, Wild World, Doom Days та Give Me The Future, останній з яких вийшов 4 лютого 2022 року.

### Інші проєкти
У 2014 році Ден Сміт взяв участь у благодійному синглі Band Aid «Do They Know It's Christmas?».
У 2015 році Сміт виступив вокалістом для пісні «La Lune», спродюсованої та написаної французьким електронним музикантом Мадеоном для альбому Madeon Adventure 2015 року. 
Того ж року Сміт разом із Foxes написав і виконав вокал для композиції «Better Love», яка вийшла 4 вересня 2015 року.
У 2017 році він брав участь у благодійній пісні Grenfell Tower «Bridge Over Troubled Water».
Сміт знявся у кліпі до синглу Charli XCX «Boys», який вийшов 26 липня 2017 року.
На церемонії вручення премії Brit Awards у 2019 році Сміт виконав пісню в дуеті з американською виконавицею Пінк із її піснею «Just Give Me a Reason».
У листопаді 2019 року кавер на пісню REO Speedwagon «Can't Fight This Feeling», який виконав Сміт, було використано в різдвяній рекламі John Lewis & Partners 2019.

## Вплив
Сміт є шанувальником серіалу «Твін Пікс» і одного з його творців Девіда Лінча. Шоу надихнуло його на створення однієї з перших записаних пісень «Laura Palmer» і першого синглу Bastille з лейблом Virgin Records «Overjoyed». Сміт сказав, що на його попередні роботи вплинула Регіна Спектор.

## Особисте життя
Сміт пише та аранжує деякі з пісень Bastille, окрім реміксів і каверів, а також працював з другом Марком Крю над створенням альбомів «Bad Blood» і «Wild World». Грає на фортепіано, клавішних, перкусії та мелодиці. Батьки Сміта - південноафриканці, юристи.
Співак полюбляє біг, а також брав участь у Лондонському марафоні 2019 року.

## Громадянська позиція

### Брексіт
Сміт не підтримав Брексіт. Результати референдуму він коментує так:
|  | З моєї точки зору, я думаю, що це справді сумно, і ми дуже шоковані цим… Це не те, як я проголосував, це просто така масштабна зміна, яка потенційно матиме величезний ефект. Оригінальний текст (англ.) From my perspective I think it is really sad and we are quite shocked by it…It's not the way I voted, it's just such a massive change that is going to have a huge knock-on effect potentially. |

### Підтримка України
3 березня 2022 року на нагородженні NME співак  з‘явився у футболці з кольорами прапора України. 27 березня того ж року Сміт разом з гуртом Bastille взяв участь у благодійному марафоні SaveUkraine, де зробив таку заяву:
|  | Ми з Великої Британії. Ми підтримуємо всіх в Україні. Ми разом зі світом. З превеликою напругою стежимо, що там відчувається. Ми бачимо всі страхіття. Ми просимо вас зробити внески, збирати кошти на користь України, заохочуйте своїх друзів і рідних робити це. Україна бореться за свободу проти тиранії. |